# Axel Bæckström
Axel Fredrik Bæckström (i riksdagen kallad Bæckström i Kågedalen), född 12 december 1888 i Malmö, död 5 oktober 1938 i Kågedalen, var en svensk kyrkoherde och politiker (folkpartist).
Axel Bæckström, som var son till en handlande, prästvigdes 1919 och tjänstgjorde därefter i olika församlingar i Norrland, åren 1926-1933 som kyrkoherde i Edefors församling och 1933-1938 som kyrkoherde i Kågedalens församling.
Han var riksdagsledamot i andra kammaren för Västerbottens läns valkrets från 1937 till sin död i oktober 1938. I riksdagen var han bland annat ledamot av andra kammarens femte tillfälliga utskott 1937. Han engagerade sig främst i socialpolitiska frågor.